# Sergei Fomin
Sergei Vasilovich Fomin (Moscou, 9 de dezembro de 1917 — Vladivostok, 17 de agosto de 1975) foi um matemático russo.
Foi co-autor com Andrei Kolmogorov do livro Introductory real analysis. 
Fomin entrou na Universidade Estatal de Moscou aos 16 anos de idade. Publicou seu primeiro artigo aos 19 anos, sobre grupos abelianos infinitos. Após graduar-se iniciou os estudos com Kolmogorov.
Foi recrutado para a Segunda Guerra Mundial, retornando depois para a Universidade Estatal de Moscou, no departamento de Andrey Tychonoff.